# Formulación farmacéutica
La formulación farmacéutica, en la industria farmacéutica, es el proceso mediante el cual se combinan diferentes sustancias químicas, incluido el fármaco activo, para producir un medicamento final. La palabra formulación se usa a menudo de una manera que incluye la forma de dosificación. 

## Etapas y cronología
Los estudios de formulación implican, el desarrollo de una preparación del fármaco que sea estable y aceptable para el paciente. Para los medicamentos administrados por vía oral, esto generalmente implica la incorporación del medicamento en una tableta o cápsula. Es importante hacer la distinción de que una tableta contiene una variedad de otras sustancias potencialmente inertes aparte del propio medicamento, y se deben realizar estudios para asegurar que el medicamento encapsulado sea compatible con estas otras sustancias de una manera que no cause daño, ya sea directo o indirecto. 
La preformulación implica la caracterización de las propiedades físicas, químicas y mecánicas de un medicamento para elegir qué otros ingredientes (excipientes) deben usarse en la preparación. Al tratar con la preformulación de proteínas, el aspecto importante es comprender el comportamiento de la solución de una proteína dada en una variedad de condiciones de estrés como la congelación/descongelación, la temperatura, el esfuerzo de corte entre otras para identificar mecanismos de degradación y, por lo tanto, su mitigación.
Luego, los estudios de formulación consideran factores tales como el tamaño de las partículas, el polimorfismo, el pH y la solubilidad, ya que todos estos pueden influir en la biodisponibilidad y, por lo tanto, en la actividad de un fármaco. El medicamento debe combinarse con ingredientes inactivos mediante un método que garantice que la cantidad de medicamento presente sea consistente en cada unidad de dosificación, por ejemplo, cada tableta. La dosis debe tener un aspecto uniforme, con un sabor aceptable, dureza del comprimido y desintegración de la cápsula. 
Es poco probable que los estudios de formulación estén completos para cuando comiencen los ensayos clínicos. Esto significa que las preparaciones simples se desarrollan inicialmente para su uso en ensayos clínicos de fase I. Estos consisten típicamente en cápsulas rellenas a mano que contienen una pequeña cantidad del medicamento y un diluyente. No se requiere prueba de la estabilidad a largo plazo de estas formulaciones, ya que se utilizarán (probarán) en cuestión de días.  Se debe tener en cuenta lo que se conoce como "carga de fármaco": la relación del fármaco activo con el contenido total de la dosis. Una baja carga de fármaco puede causar problemas de homogeneidad.  Una alta carga de fármaco puede plantear problemas de flujo o requerir cápsulas grandes si el compuesto tiene una densidad aparente baja. 
En el momento en que se alcancen los ensayos clínicos de la fase III, la formulación del medicamento debería haberse desarrollado para estar cerca de la preparación que finalmente se utilizará en el mercado. El conocimiento de la estabilidad es esencial en esta etapa, y las condiciones deben haber sido desarrolladas para garantizar que el medicamento sea estable en la preparación. Si el fármaco se muestra inestable, invalidará los resultados de los ensayos clínicos, ya que sería imposible saber cuál fue realmente la dosis administrada. Se realizan estudios de estabilidad para comprobar si la temperatura, la humedad, la oxidación o la fotólisis (luz ultravioleta o luz visible) tienen algún efecto, y la preparación se analiza para ver si se ha formado algún producto de degradación. 

### Cierre de contenedor
Los medicamentos formulados se almacenan en sistemas de cierre de contenedores durante largos períodos de tiempo. Estos incluyen ampollas, botellas, viales, ampollas, jeringas y cartuchos. Los recipientes pueden estar hechos de una variedad de materiales, incluyendo vidrio, plástico y metal. El medicamento se puede almacenar como un sólido, líquido o gas. 
Es importante verificar si hay interacciones no deseadas entre la preparación y el recipiente. Por ejemplo, si se usa un recipiente de plástico, se realizan pruebas para ver si alguno de los ingredientes se adsorbe sobre el plástico, y si algún plastificante, lubricantes, pigmentos o estabilizadores se filtran fuera del plástico en la preparación. Incluso los adhesivos para la etiqueta del contenedor deben probarse, para asegurarse de que no se filtren a través del contenedor de plástico en la preparación.

## Tipos de formulación
La forma del fármaco varía según la vía de administración. Como cápsulas, tabletas y pastillas etc. 

## Formulaciones enterales
Los medicamentos orales se toman normalmente en forma de tabletas o cápsulas. 
El fármaco (sustancia activa) en sí debe ser soluble en solución acuosa a una velocidad controlada. Factores tales como el tamaño de partícula y la forma cristalina pueden afectar significativamente la disolución. La disolución rápida no siempre es ideal. Por ejemplo, las velocidades de disolución lentas pueden prolongar la duración de la acción o evitar niveles iniciales elevados de plasma. El tratamiento del ingrediente activo por medios especiales, como la cristalización esférica puede tener algunas ventajas para la formulación de fármacos. 

### Tableta
Una tableta suele ser una preparación comprimida que contiene: 
- 5-10% de la droga (sustancia activa);
- 80% de rellenos, desintegrantes, lubricantes, deslizantes y aglutinantes; y
- 10% de los compuestos que aseguran una fácil desintegración, desagregación y disolución de la tableta en el estómago o el intestino.

El tiempo de disolución se puede modificar para un efecto rápido o para una liberación sostenida. 
Los recubrimientos especiales pueden hacer que la tableta sea resistente a los ácidos del estómago, de modo que solo se desintegra en el duodeno, el yeyuno y el colon como resultado de la acción de la enzima o el pH alcalino. 
Las pastillas se pueden recubrir con azúcar, barniz o cera para disfrazar el sabor. 

### Cápsula
Una cápsula es una envoltura gelatinosa que contiene el principio activo. Las cápsulas pueden diseñarse para que permanezcan intactas durante algunas horas después de la ingestión para retrasar la absorción. También pueden contener una mezcla de partículas de liberación lenta y rápida para producir una absorción rápida y sostenida en la misma dosis. 

### Liberación sostenida
Hay una serie de métodos mediante los cuales las tabletas y cápsulas pueden modificarse para permitir la liberación sostenida del compuesto activo a medida que se mueve a través del tracto digestivo. Uno de los métodos más comunes es incrustar el ingrediente activo en una matriz porosa insoluble, de modo que el fármaco en disolución debe salir de la matriz antes de que pueda ser absorbido.  En otras formulaciones de liberación sostenida, la matriz se hincha para formar un gel a través del cual sale el medicamento. 
Otro método mediante el cual se logra una liberación sostenida es a través de un sistema de administración oral de liberación controlada osmótica, donde el compuesto activo está encerrado en una membrana permeable al agua con un orificio perforado con láser en un extremo. A medida que el agua pasa a través de la membrana, el medicamento es expulsado a través del orificio hacia el tracto digestivo, donde puede ser absorbido. 

## Formulaciones parenterales
Estas también se denominan formulaciones inyectables y se usan con administración intravenosa, subcutánea , intramuscular e intraarticular. El medicamento se almacena en forma líquida o inestable, liofilizada. 
Muchas formulaciones parenterales son inestables a temperaturas más altas y requieren almacenamiento en condiciones refrigeradas o, a veces, congeladas.  El proceso logístico de administrar estos medicamentos al paciente se denomina cadena de frío. La cadena de frío puede interferir con el suministro de medicamentos, especialmente vacunas, a comunidades donde la electricidad es impredecible o inexistente. Las ONG como la Fundación Gates están trabajando activamente para encontrar soluciones. Estos pueden incluir formulaciones liofilizadas que son más fáciles de estabilizar a temperatura ambiente. 
La mayoría de las formulaciones de proteínas son parenterales debido a la naturaleza frágil de la molécula que sería destruida por la administración entérica. Las proteínas tienen estructuras terciarias y cuaternarias que pueden degradarse o causar agregación a temperatura ambiente. Esto puede afectar la seguridad y eficacia de la medicina.

### Líquido
Los medicamentos líquidos se almacenan en viales, bolsas intravenosas, ampollas, cartuchos y jeringas precargadas. 
Al igual que con las formulaciones sólidas, las formulaciones líquidas combinan el producto farmacológico con una variedad de compuestos para garantizar un medicamento activo estable después del almacenamiento. Estos incluyen solubilizantes, estabilizadores, tampones , modificadores de tonicidad, agentes de carga, potenciadores / reductores de la viscosidad, tensioactivos, agentes quelantes y adyuvantes. 
Si se concentra por evaporación , el medicamento puede diluirse antes de la administración. Para la administración intravenosa, el medicamento puede transferirse de un vial a una bolsa intravenosa y mezclarse con otros materiales. 

### Liofilizado
Los medicamentos liofilizados se almacenan en viales, cartuchos, jeringas de doble cámara y sistemas de mezcla precargados. 
La liofilización, o secado por congelación, es un proceso que elimina el agua de un medicamento líquido creando un polvo sólido o torta. El producto liofilizado es estable durante largos períodos de tiempo y podría permitir el almacenamiento a temperaturas más altas. En las formulaciones de proteínas, se agregan estabilizadores para reemplazar el agua y preservar la estructura de la molécula.
Antes de la administración, un fármaco liofilizado se reconstituye como un líquido antes de ser administrado. Esto se hace combinando un diluyente líquido con el polvo liofilizado, mezclando y luego inyectando. La reconstitución generalmente requiere un sistema de reconstitución y administración para garantizar que el medicamento se mezcle y administre correctamente. 

## Formulaciones tópicas

### Cutáneo
Las opciones para la formulación tópica incluyen:
- Crema - Emulsión de aceite y agua en proporciones aproximadamente iguales. Penetra bien las capas externas de la piel del estrato córneo.
- Ungüento - Combina aceite (80%) y agua (20%). Barrera eficaz contra la pérdida de humedad.
- Gel - Se licua al contacto con la piel.
- Pasta : combina tres agentes: aceite, agua y polvo; un ungüento en el que se suspende un polvo.
- Polvo - Una sustancia sólida finamente subdividida.